# Porekru
Porekru, ogranak Kayapo Indijanaca i preci današbnjih Xikrina, koji su nasrtali raspadom plemena s rijeke Pau d'Arco u dolini Araguaie u Brazilu. Porekru kreću prema rijeci Rio Itacatunas podijelivši se na tri manje grupe, to su Diore, Kokorekre i Putkarôt.
Izvorna Porekru populacija bila je oko 1.000. Danas žive u općini Marabá. Jedno selo nalazi se na lijevoj obali rijeke Rio Cateté (6° 15′ 20″ S i 50° 47′ 25" W) 30 km od ušća u Itacaiunas, oni su danas poznati kao Xikrin do Cateté, a izvorno su se zvali Put-Karôt (Purucarod). Druga Xikrin grupa živi u selu na obali rijeke Rio Bacajá (Xikrin do Bacajá), pritoke Xingu, južno od Altamire, izvorno nazivana Kokorekre.